# Ted Smith (Szenenbildner)
Edward „Ted“ Jenkins Smith (* 14. Juni 1886 in Pennsylvania; † 19. Juni 1949 in Los Angeles, Kalifornien) war ein US-amerikanischer Artdirector und Szenenbildner, der sich während seiner von 1936 bis 1949 dauernden Tätigkeit für Warner Bros. besonders auf die Ausstattung von Western spezialisierte und oftmals mit den Filmregisseuren Raoul Walsh und Michael Curtiz zusammenarbeitete sowie zwei Mal für den Oscar für das beste Szenenbild nominiert war.

## Leben
Smith begann seine Laufbahn als Artdirector und Szenenbildner in der Filmwirtschaft Hollywoods 1927 bei dem von Charles Brabin inszenierten Stummfilm Kampf im Tal der Riesen (The Valley of the Giants) mit Milton Sills, Doris Kenyon und Arthur Stone. Neun Jahre später begann er 1936 seine Tätigkeit für Warner Bros. und wirkte während seiner bis zu seinem Tod 1949 dauernden Karriere an der szenischen Ausstattung von über 70 Filmen mit.
Bei der Oscarverleihung 1943 war er erstmals für den Oscar für das beste Szenenbild nominiert, und zwar mit Casey Roberts für den Farbfilm Helden der Lüfte (Captains of the Clouds, 1942), einen von Michael Curtiz inszenierten Kriegsfilm mit James Cagney, Dennis Morgan und Brenda Marshall.
Seine zweite Oscarnominierung für das beste Szenenbild in einem Farbfilm erhielt Smith 1946 mit Jack McConaghy für den unter der Regie von David Butler entstandenen Western Ein Mann der Tat (San Antonio, 1945) in dem Errol Flynn, Alexis Smith und Victor Francen die Hauptrollen spielten.

## Filmografie (Auswahl)
- 1927: Kampf im Tal der Riesen (The Valley of the Giants)
- 1937: Slim
- 1938: Goldene Erde Kalifornien (Gold Is Where You Find It)
- 1938: Im Tal der Giganten (Valley of the Giants)
- 1939: Herr des wilden Westens (Dodge City)
- 1939: Secret Service of the Air
- 1940: Goldschmuggel nach Virginia (Virginia City)
- 1941: Entscheidung in der Sierra (High Sierra)
- 1941: Die Braut kam per Nachnahme (The Bride Came C.O.D.)
- 1941: Die Rächer von Missouri (Bad Men of Missouri)
- 1942: Helden der Lüfte (Captains of the Clouds)
- 1942: Der freche Kavalier (Gentleman Jim)
- 1943: Einsatz im Nordatlantik (Action in the North Atlantic)
- 1944: Die Maske des Dimitrios (The Mask of Dimitrios)
- 1945: Der Held von Burma (Objective, Burma!)
- 1945: Konflikt (Conflict)
- 1945: Ein Mann der Tat (San Antonio)
- 1946: Drei Fremde (Three Strangers)
- 1946: Hier irrte Scotland Yard (The Verdict)
- 1947: Schmutzige Dollars (Cheyenne)
- 1948: Der Herr der Silberminen (Silver River)
- 1949: Blondes Gift (Flaxy Martin)
- 1949: Vogelfrei (Colorado Territory)